# 伯忽
伯忽（？—1330年），元朝末年蒙古族。蒙古万户。
元文宗至顺元年（1330年）正月，云南镇兵叛乱时，伯忽与诸王秃坚攻陷中庆路（今云南省昆明市），二月，攻陷仁德府，至马龙州，进攻晋宁州。秃坚称云南王，伯忽为为云南行省丞相，阿禾等为平章。立城栅，焚仓库。三月，朝廷派豫王阿剌忒纳失里前来镇压。十一月仁德府元军在马龙州，败伯忽军，斩伯忽弟拜延，在马金山伯忽被官军击败，同时被杀。